# Mithridates
Mithridates oder Mithradates ist der Name vieler Könige, Herrscher und Personen, überwiegend in Kleinasien und Persien. Der Name bedeutet „dem Mithra geschenkt“.

## Name in den verschiedenen Kulturen
Die persische Form des Namens ist Mithradata. Der im heutigen Iran verbreitete Name Mehrdad leitet sich aus diesem Namen über die mittelpersische Form „Mihrdat“ ab (vgl. den Namen der Gottheit Mithra). Der Name Milad gilt als moderne persische Variante des Namens Mithridates.
Griechische Münzen und Inschriften verwenden mit einer Ausnahme Mithradates. Die Ausnahme ist eine Münze  mit dem unbekannten Herrscher Mithridates Philo aus späterer Zeit. Die ältesten griechischen Geschichtsschreiber, Herodot und Ktesias, verwenden die Formen Mithradates und Mitradates. Bei den späteren und insbesondere bei allen  Schriftstellern der römischen Zeit steht Mithridates.
Die älteste lateinische Form auf einer kapitolinischen Inschrift verwendet Metradates. Darauf folgen Mitredates oder Mitridates. Durchgesetzt hat sich dann schließlich Mithridates.

## Achämeniden
- Rinderhirt Mithradates hilft das Leben des jungen Kyros zu retten (um 600 v. Chr.).
- Mithradates, Heerführer bei der Schlacht am Granikos und Schwiegersohn von Dareios III.

## Pontos (Kleinasien)
- Mithridates I. (302–266 v. Chr.)
- Mithridates II. (ca. 255–220 v. Chr.)
- Mithridates III. (ca. 220–185 v. Chr.)
- Mithridates IV. Philopator Philadelphus (ca. 169–150 v. Chr.)
- Mithridates V. Euergetes (ca. 150–120 v. Chr.)
- Mithridates VI. Eupator Dionysos (132–63 v. Chr.), siehe auch Mithridatische Kriege und Mithridatisation

## Parther (Persien)
- Mithridates I. von Parthien (165–132 v. Chr.)
- Mithridates II. von Parthien (121–91 v. Chr.)
- Mithridates III. von Parthien (57–53 v. Chr.)
- Mithridates IV. von Parthien (58–53 v. Chr.)
- Mithridates V. von Parthien (128–147)

## Kommagene (Kleinasien)
- Mithridates I. Kallinikos von Kommagene (109–70 v. Chr.)
- Mithridates II. von Kommagene (um 31 v. Chr.)
- Mithridates III. von Kommagene (um 20 v. Chr.)

## Bosporanisches Reich (Halbinsel Krim)
- Mithridates I. vom Bosporus
- Mithridates II. vom Bosporus

## Iberien (Kaukasien)
- Mithridates I. (unter Augustus)
- Mithridates II.
- Mithridates III.
- Mithridates IV.
- Mithridates V.

## Andere lokale Herrscher
- Mithridates von Atropatene (ca. 85–66 v. Chr.)
- Mithridates von Armenien (35–51)
- Mithridates von Pergamon (zur Zeit Caesars)
- Mithridates I. von Kios
- Mithridates II. von Kios
- Mithridates Sinnakes, parthischer Statthalter um 88 v. Chr.

## Oper
- Il Mitridate Eupatore, Tragedia per Musica von Alessandro Scarlatti (1660–1725)
- Mitridate, Opera seria in drei Akten von Nicola Antonio Porpora (1686–1768); zwei Fassungen: Rom 1730 und London 1736
- Mitridate, re di Ponto, KV 87, Oper von Wolfgang Amadeus Mozart, 1770